# Nikephoros II Phokas
Nikephoros II Phokas (Grieks: Νικηφόρος Β΄ Φωκᾶς; Latijn: Nicephorus) (Cappadocië, ca. 912 – Constantinopel 10/11 december 969) was Byzantijns keizer van 963 tot 969. Hij stamde uit een militaire familie: zowel zijn grootvader, zijn vader als zijn broer waren succesvolle generaals geweest en opperbevelhebbers van het leger. Tijdens de regering van Romanos II wist hij na anderhalve eeuw het eiland Kreta te heroveren en ook in Syrië behaalde hij eclatante overwinningen. 
Na de plotselinge dood van Romanos werd Nikephoros door het leger in Klein-Azië tot keizer uitgeroepen. Zijn huwelijk met de keizerin-weduwe Theophano wettigde zijn staatsgreep en behoedde de opvolgingsrechten van Romanos' minderjarige zonen Basilius en Constantijn.
Nikephoros was een briljant strateeg en een vroom en ernstig man, die de sociale politiek van zijn voorgangers temperde en de enorme grondbezitsvorming van kerk en kloosters afremde. Met hem werd echter vooral de bloei van de Byzantijnse militaire machtsontplooiing ingeluid. Als keizer heroverde hij op de Arabieren Kreta (961) Cyprus (965), Cilicië (965) en Noord-Syrië met inbegrip van Antiochië (966/969). Hij halveerde het Bulgaarse Rijk door, met de hulp van Svjatoslav I, de Russische grootvorst van Kiev, het oostelijke gedeelte ervan in te lijven (967/968) en aan de Bulgaren de keizerstitel en het patriarchaat te onttrekken. Met het pas ontstane Duitse keizerschap (962) kwam hij in conflict wegens de Byzantijnse bezittingen in Zuid-Italië.
Vervreemd van keizerin Theophano werd hij echter vermoord door haar minnaar, de jonge Armeense veldheer Johannes Tzimiskes.

## Familie
Nikephoros was zoon van Bardas Phokas (ca. 890 - 969) die in 918 tegen de Bulgaren vocht en in 944 door Constantijn VII Porphyrogennetos tot opperbevelhebber van de oostelijke legers werd benoemd. De naam van zijn moeder is niet bekend maar ze was zuster van de heilige Michael Maleinos, die een grote invloed op Nikephoros had. Ze kwam uit een rijke familie in Cappadocië, haar ouders waren Eudokimus Maleinos en Anastaso Adralestina. Nikephoros grootvader heette ook Nikephoros Phokas (ca. 835 - ca. 890). Hij was een veldheer die de Saracenen uit Sicilië wist te verdrijven. Kort voor zijn dood werd hij tot hertog van Thracië benoemd.
Nikephoros II Phokas werd gesteund door zijn broer Leon (ca. 910 - na 970). Leon was kouropalates van zijn broer en werd later benoemd tot opperbevelhebber van de legers in het westen. Na de moord op Nikephoros kwam Leons zoon Bardas in opstand tegen Johannes Tzimiskes. De opstand mislukte en omdat Leon de opstand had ondersteund werden zijn ogen uitgestoken. Leons dochter Sophia trouwde met Konstantinos Skleros en werd moeder van Theophanu, keizerin van het Heilige Roomse Rijk.

## Nalatenschap
Bij de Griekse marine doet een schip dienst dat vernoemd is naar Nikephoros, de HS Nikiforos Fokas.